# Тейсерен-де-Бор (лунный кратер)
Кратер Тейсерен-де-Бор (лат. Teisserenc), не путать с кратером Тейсерен-де-Бор на Марсе, — большой древний ударный кратер в северном полушарии обратной стороны Луны. Название присвоено в честь французского метеоролога Леона Филиппа Тейсерен де Бора (1855—1913) и утверждено Международным астрономическим союзом в 1970 г. Образование кратера относится к донектарскому периоду.

## Описание кратера

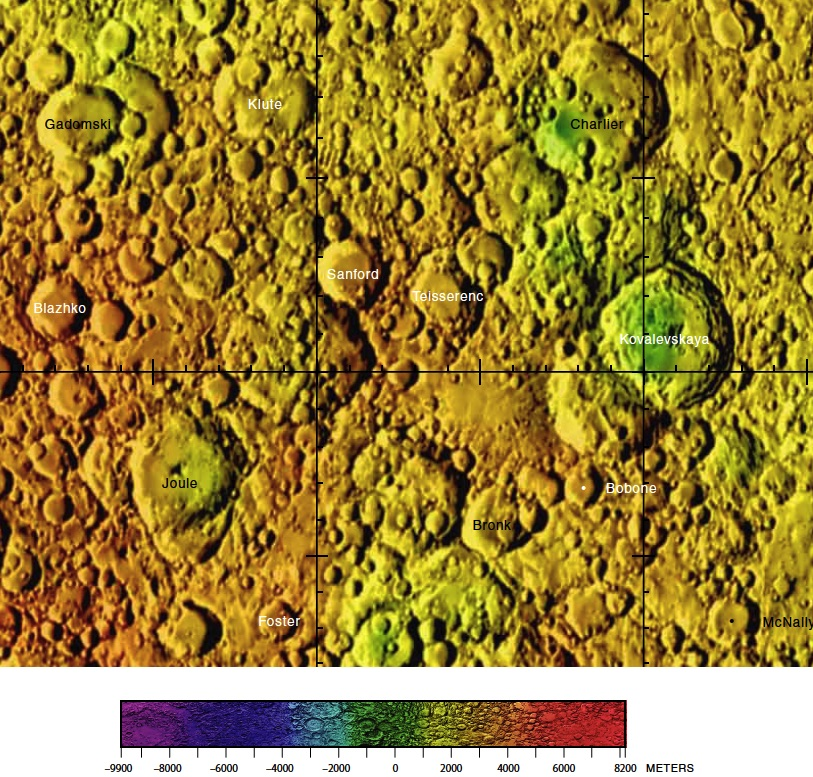
Окрестности кратера Тейсерен-де-Бор. Фрагмент карты обратной стороны Луны.

Ближайшими соседями кратера являются кратер Санфорд на западе; кратер Клют на северо-западе; кратер Шарлье на северо-востоке; кратер Ковалевская на востоке; кратеры Бобоне и Бронк на юге-юго-востоке и кратер Джоуль на юго-западе. Селенографические координаты центра кратера 31°58′ с. ш. 136°17′ з. д. / 31,96° с. ш. 136,28° з. д., диаметр 62,3 км, глубина 2,7 км.
Кратер Тейсерен-де-Бор имеет полигональную форму и значительно разрушен за длительное время своего существования. Северо-восточная часть кратера перекрыта сателлитным кратером Тейсерен-де-Бор С, к юго-западной части примыкает сателлитный кратер Тейсерен-де-Бор С. Вал сглажен и перекрыт множеством мелких кратеров, северная часть внутреннего склона кратера отмечена сдвоенной парой маленьких кратероа. Дно чаши ровное, без приметных структур.

## Сателлитные кратеры
| Тейсерен-де-Бор | Координаты                                              | Диаметр, км |
| --------------- | ------------------------------------------------------- | ----------- |
| C               | 32°50′ с. ш. 135°08′ з. д. / 32,83° с. ш. 135,14° з. д. | 45,2        |
| P               | 29°47′ с. ш. 137°34′ з. д. / 29,79° с. ш. 137,57° з. д. | 24,5        |
| Q               | 31°03′ с. ш. 137°32′ з. д. / 31,05° с. ш. 137,54° з. д. | 31,3        |

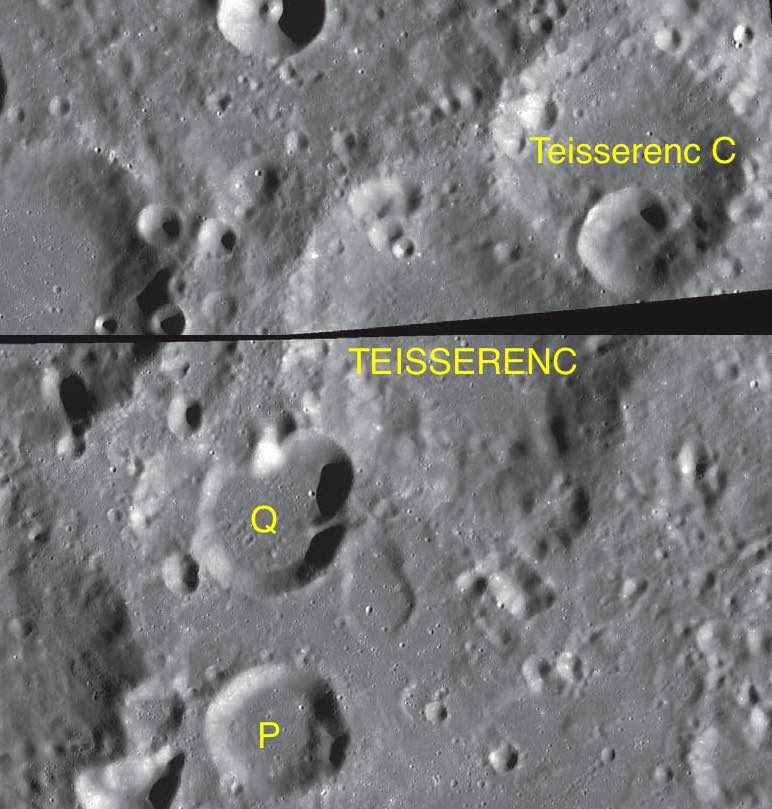
Фрагменты карт LAC-34, LAC-52.

- Образование сателлитного кратера Тейсерен-де-Бор C относится к нектарскому периоду[1].